# Längdskidåkning vid olympiska vinterspelen 1956
Resultaten från längdskidåkning olympiska vinterspelen 1956 i Cortina d'Ampezzo i Italien. Spelen dominerades av Sverige, Norge, Finland och Sovjetunionen.

## Resultat

### Herrar

#### 15 kilometer
| Medalj | Tävlande         | Tid   |
| Guld   | Hallgeir Brenden | 49.39 |
| Silver | Sixten Jernberg  | 50.14 |
| Brons  | Pavel Koltjin    | 50.17 |
| 4      | Veikko Hakulinen | 50.31 |
| 5      | Håkon Brusveen   | 50.36 |
| 6      | Martin Stokken   | 50.45 |
| 7      | Nikolaj Anikin   | 50.58 |
| 8      | Lennart Larsson  | 51.03 |

#### 30 kilometer
| Medalj | Tävlande            | Tid     |
| Guld   | Veikko Hakulinen    | 1.44.06 |
| Silver | Sixten Jernberg     | 1.44.30 |
| Brons  | Pavel Koltjin       | 1.45.45 |
| 4      | Anatolij Sjeljuchin | 1.45.46 |
| 5      | Vladimir Kuzin      | 1.46.09 |
| 6      | Fedor Terentjev     | 1.46.43 |
| 7      | Per-Erik Larsson    | 1.46.51 |
| 8      | Lennart Larsson     | 1.46.56 |

#### 50 kilometer
| Medalj | Tävlande           | Tid     |
| Guld   | Sixten Jernberg    | 2.50.27 |
| Silver | Veikko Hakulinen   | 2.51.45 |
| Brons  | Fedor Terentjev    | 2.53.32 |
| 4      | Eero Kolehmainen   | 2.56.17 |
| 5      | Anatoly Sheljukhin | 2.56.40 |
| 6      | Pavel Koltjin      | 2.58.00 |
| 7      | Victor Baranov     | 3.03.55 |
| 8      | Antti Sivonen      | 3.04.16 |

#### 4 x 10 kilometer
| Medalj | Tävlande                                                                      | Tid     |
| Guld   | (Fedor Terentjev, Pavel Koltjin, Nikolaj Anikin, Vladimir Kuzin)              | 2.15.30 |
| Silver | (August Kiuru, Jorma Kortelainen, Arvo Viitanen, Veikko Hakulinen)            | 2.16.31 |
| Brons  | (Lennart Larsson, Gunnar Samuelsson, Per-Erik Larsson, Sixten Jernberg)       | 2.17.42 |
| 4      | (Håkon Brusveen, Per Olsen, Martin Stokken, Hallgeir Brenden)                 | 2.21.16 |
| 5      | (Pompeo Fattor, Ottavio Compagnoni, Innocenzo Chatrian, Frederico De Florian) | 2.23.28 |
| 6      | (Victor Arbez, René Mandrillon, Benoit Carrara, Jean Mermet)                  | 2.24.06 |
| 7      | (Werner Zwingli, Victor Kronig, Fritz Kocher, Marcel Huguenin)                | 2.24.30 |
| 8      | (Emil Okuliar, Vlastimil Melich, Josef Prokes, Ilja Matous)                   | 2.24.54 |

### Damer

#### 10 kilometer
| Medalj | Tävlande                | Tid   |
| Guld   | Ljubov Kozyreva         | 38.11 |
| Silver | Radja Jerosjina         | 38.16 |
| Brons  | Sonja Edström-Ruthström | 38.23 |
| 4      | Alevtina Koltjina       | 38.46 |
| 5      | Siiri Rantanen          | 39.40 |
| 6      | Mirja Hietamies         | 40.18 |
| 7      | Irma Johansson          | 40.20 |
| 8      | Sirkka Polkunen         | 41.25 |

#### 3 x 5 kilometer
| Medalj | Tävlande                                                      | Tid     |
| Guld   | (Siiri Rantanen, Mirja Hietamies, Sirkka Polkunen)            | 1.09.01 |
| Silver | (Radja Jerosjina, Alevtina Koltjina, Ljubov Kozyreva)         | 1.09.28 |
| Brons  | (Sonja Edström-Ruthström, Irma Johansson, Anna-Lisa Eriksson) | 1.09.48 |
| 4      | (Kjellfrig Brusveen, Gina Regland, Rakel Wahl)                | 1.10.50 |
| 5      | (Maria Bukova-Gasienica, Josefa Peksa, Zofia Krzeptowska)     | 1.13.20 |
| 6      | (Eva Benesova, Libuse Patockova, Eva Lauermannova)            | 1.14.19 |
| 7      | (Elfriede Uhlig, Else Ammann, Sonnhilde Hausschild)           | 1.15.33 |
| 8      | (Fides Romanin, Rita Bottero, Ildegarda Taffra)               | 1.16.11 |